# Sergei Ponomarjow
Sergei Ponomarjow (* 15. April 1998 in Talghar) ist ein kasachischer Radsportler, der Rennen in den Kurzzeitdisziplinen auf der Bahn bestreitet.

## Sportlicher Werdegang
Seit 2017 ist Sergei Ponomarjow im Radrennsport der Elite aktiv. In diesem Jahr wurde er jeweils kasachischer Vize-Meister in den Disziplinen Sprint, Keirin und mit Maxim Naljotow und Viktor Golov im Teamsprint. 2018 sowie 2019 belegte er ebenfalls zwei Podiumsplätze bei den nationalen Meisterschaften. 2019 wurde er Asienmeister im 1000-Meter-Zeitfahren.
2021 wurde Ponomarjow für die Olympischen Spiele in Tokio nominiert. Im Sprint belegte er Platz 29 und im Keirin den gemeinsam Platz 19.

## Erfolge
2019
- Asienmeister – 1000-Meter-Zeitfahren

2021
- Kasachischer Meister - Sprint, Keirin, Teamsprint (mit Dimitri Rezanow und Andrei Chugay)

2022
- Asienmeisterschaft – Keirin
- Kasachischer Meister - Sprint, Keirin